# Midnattens Widunder
Midnattens Widunder (со швед. — «Полуночное чудовище») — дебютный студийный альбом финской фолк-метал-группы Finntroll, вышедший в 1999 году.

## История записи
Группа Finntroll была основана в 1997 году гитаристом Сомниумом (Теему Раиморанта) и вокалистом Катлой (Ян Ямсен). Однажды в 1997 году на вечеринке Сомниум в шутку попробовал исполнять традиционную финскую польку «хумппа» на клавишных (это был основной рифф будущей песни «Midnattens Widunder»). Когда это услышал Катла, они добавили к мелодии брутальный вокал и тяжёлые гитарные риффы. Результат им понравился, и было решено собрать группу, в которую вошли бас-гитарист Тундра (Сами Ууситало), барабанщик Бист Доминатор (Саму Руотсалайнен), второй гитарист Скример (Самули Понсимаа) и клавишник Тролльхорн (Хенри Сорвали).
Через год после создания, группа записывает свой первый демоальбом Rivfader. Несмотря на плохое качество записи и на маленький тираж, именно эта запись заложила основы стиля, ставшего визитной карточкой Finntroll. Несмотря на то, что в музыке группы можно было услышать черты классического фолк-метала, пейган-метала и даже блэк-метала, например использование гриминга и кроука для исполнения вокальных партий и логотипа, сделанного в стилистике блэк-метала, группа внедрила новые идеи, например использование мотивов финской народной музыки.
Вскоре демозапись Rivfader с ошеломляющим успехом распространилась в рамках андерграундной сцены в Финляндии и, в конце концов, попала в руки Spinefarm Records, которые сразу же заинтересовались в том, чтобы заключить с Fintroll контракт на запись их последующих альбомов.
И в сентябре 1999 года группа отправилась в Walltone Studios для записи своего дебютного полноформатного альбома Midnattens Widunder.
По признанию и воспоминаниям самих музыкантов альбом записывался в некоторой спешке и поэтому на тот момент вышел не совсем таким, каким они его себе представляли изначально. Также основатель и тогдашний гитарист группы Сомниум объяснил относительно короткое время звучания альбома тем, что барабанщик группы Бист Доминатор в студии при записи альбома задал слишком быстрый темп, ввиду чего общая продолжительность композиций сократилась где-то на 5 минут. Впоследствии группа хотела записать несколько дополнительных композиций, но из-за отсутствия студийного времени этого сделать не удалось.

## Музыкальный стиль и оформление альбома
Музыка на альбоме совмещает в себе тяжёлые гитарные риффы и барабанные балстбиты с традиционной финской полькой (хумппой) и мелодиями в народном финском стиле. Всё это дополняется разнообразными клавишными партиями и добавлением других музыкальных инструментов, например аккордеона («Midnattens Widunder»). Вокал на альбоме довольно разнообразен, зачастую «экстремально-истеричный» переходит к чистому, а иногда сменяется гримингом и кроуком, которые используются преимущественно в блэк-метале. На альбоме есть и полностью инструментальные композиции, например «Svampfest» и начальная. Также в перерывах между песнями можно услышать посторонние звуки («Bastuvisan», «Blodnatt»).

Логотип группы, использовавшийся с 1999 по 2001 год

Данный альбом, помимо закрепления музыкального стиля, задал тон характерной тематике песен группы. Альбом построен по принципу классической оперы. Песни образуют целостное повествование о короле троллей Ривфадере, который ведёт армию троллей на войну против людей. Воплощённая в образе короля троллей Ривфадера средневековая борьба коренных языческих верований с христианской идеологией сквозной линией проходит через все песни альбома. Некоторые песни содержат антихристианские высказывания, но участники группы призывают не воспринимать их всерьёз, так как песни исполняются не от их лица, а от лица злых троллей, ненавидящих людей.
На обложке альбома изображён король троллей Ривфадер, который и является главным героем всех песен альбома. Логотип группы изменился. Теперь он ушёл в сторону стилистики логотипов, которые используют блэк-метал группы.

## Критика
Сайт Sputnikmusic отмечает, что влияние блэк-метала более чем заметно в таких агрессивных и резких песнях, как превосходная «Svartberg» и разрывающая «Blodnatt», и это, безусловно, проявляется в разнообразной и хорошо исполненной гитарной партии. Гитара звучит очень тяжело и агрессивно, но есть моменты, когда она действительно сияет на фоне дико эпической атмосферы и уникальных народных инструментов. Помимо очень впечатляющей гитарной партии, ещё один аспект, который традиционно ассоциируется с фолк-металом, совершенно очевидно — это сами фолк-инструменты. Клавишные Тролльхорна действительно создают различные настроения и эпическую атмосферу, но нельзя забывать, что они не дают общему звучанию альбома стать слишком сырым из-за всех влияний блэк-метала. В каждой песне, и в особенности во вступлении и «Svampfest» и «Midnattens Widunder», клавишные действительно сияют и создают удачное сочетание мелодичных интермедий и агрессивных звуков. Вокал здесь на самом деле не отличается от резкого стиля, который Ян «Катла» Ямсен довольно четко и часто использует, но иногда, как в «Vätteanda» и заглавном треке, Тапио Вильска используется в качестве приглашенного музыканта, чтобы обеспечить немного повествовательной работы и более чистый вокал, чтобы не только придать разнообразия самому вокальному стилю, но и дать искреннее ощущение, что это действительно альбом, основанный на фольклоре.
Metal1.info признали, что мелодические линии синтезатора действительно удачны, идеально вписываются в концепцию и ещё больше повышают веселье. По их словам, несмотря на то, что здесь все очень весело, партийно-танцевальный фактор укоренен в крайнем верхнем диапазоне и всегда доминируют мелодии, не обойдены вниманием и агрессивность и тяжесть. Заглавный трек «Midnattens Widunder» в некоторых моментах близок к (мелодичному) Black Metal, а «Blodnatt» иногда даже чрезвычайно мрачный, угрожающий и в отличие от довольно быстрого материала на диске почти похож на дум-метал.

## Список композиций
Слова всех композиций — Катла;
| №                   | Название                                         | Музыка                | Длительность |
| ------------------- | ------------------------------------------------ | --------------------- | ------------ |
| 1.                  | «Intro» (рус. Вступление)                        | Тролльхорн            | 1:56         |
| 2.                  | «Svartberg» (рус. Чёрная скала)                  | Тролльхорн            | 4:05         |
| 3.                  | «Rivfader» (рус. Ривфадер)                       | Сомниумом             | 4:06         |
| 4.                  | «Vatteända» (рус. Дух гоблинов)                  | Сомниумом             | 4:35         |
| 5.                  | «Bastuvisan» (рус. Банная песенка)               | Сомниумом, Тролльхорн | 1:18         |
| 6.                  | «Blodnatt» (рус. Кровавая ночь)                  | Сомниумом             | 5:09         |
| 7.                  | «Midnattens Widunder» (рус. Полуночное чудовище) | Сомниумом             | 4:37         |
| 8.                  | «Segersång» (рус. Победная песня)                | Сомниумом             | 1:58         |
| 9.                  | «Svampfest» (рус. Грибной пир)                   | Тролльхорн            | 2:03         |
| Общая длительность: | Общая длительность:                              | Общая длительность:   | 29:55        |

## Участники записи

### Finntroll
- Катла (Ян Ямсен) — вокал;
- Сомниум (Теему Раиморанта) — соло-гитара, бэк-вокал;
- Скример (Самули Понсимаа) — ритм-гитара, бэк-вокал;
- Тундра (Сами Ууситало) — бас-гитара, бэк-вокал;
- Бист Доминатор (Саму Руотсалайнен) — ударные, бэк-вокал;
- Тролльхорн (Хенри Сорвали) — клавишные, аранжировки;

### Доп. персонал
- Тапио «Тонквемада» Вильска — чистый вокал в композициях «Vatteända» и «Midnattens Widunder». В будущем присоединится к Finntroll в качестве вокалиста;
- Мистресс Хельга — аккордеон в "Midnattens Widunder;
- Сайла Хеннинен, Янне Пелтонен и Катла — оформление обложки альбома;